# 麻生真彩
麻生 真彩（あそう まあや、2003年11月4日 - ）は、日本の元アイドルで、女性アイドルグループさくら学院の元メンバー。アミューズに所属していた。神奈川県出身。

## 略歴
2011年頃にアミューズに所属。
2015年5月6日、恵比寿ザ・ガーデンホールで開催された「さくら学院 2015年度 〜転入式〜」にて、さくら学院へ転入（加入）。同年8月2日に開催されたTOKYO IDOL FESTIVAL2015より、さくら学院内部ユニットである「帰宅部 sleepiece」にも所属。
2017年5月7日、恵比寿ザ・ガーデンホールで開催された「さくら学院 2017年度 〜転入式〜」にて、2代目教育委員長に就任し、2018年5月6日になかのZERO大ホールで開催された「さくら学院 2018年度 〜転入式〜」にて、5代目トーク委員長に就任した。
2019年3月30日に開催された「The Road to Graduation 2018 Final 〜さくら学院 2018年度 卒業〜」をもってさくら学院を卒業した。卒業後は音楽アーティストの道へ進むことを発表。
2022年3月31日、同日をもってアミューズを退所し、音楽アーティストになるために音楽大学に進学することを発表した。

## 人物
血液型はO型。
特技はけん玉。さくら学院メンバーの紹介を行う楽曲「目指せ!スーパーレディー」内では、けん玉を披露するパートがあった。
インタビューにおいて「これ以上はないってぐらい好き」と答える程の紅しょうが好きであり、4歳の時にはすでに好きであったとのこと。「べにちゃん」「べにくん」というオリジナルのゆるキャラがいる。
さくら学院を知ったのは、アミューズに所属して初めての仕事であった「ちゃおガールコレクション2011」で共演した時である。以降さくら学院のファンとなり、転入以前はさくら学院のライブ、イベントを客として見に行っていた。
小学4年生の時に手芸クラブに入り、一番初めにうさぎのマスコットを作製した。6年生の時は学級委員をやっていたが、それは他の誰も立候補しなかったためである。
中学2年生の時に中学校の家庭科部に入部した。

## 出演

### テレビ
- 潜在能力開発バラエティ「ウワサくんとカガクちゃん」（2013年1月3日、NHK総合）
- 12歳。～ちっちゃなムネのトキメキ～（2016年、TOKYO MX 他） - 「12歳。サポーターズ」としてミニコーナーに出演。

### 映画
- バスジャック（2014年2月8日、オールインエンタテインメント） - 木島サチ 役

### CM
- 島忠・HOME'S（2012年、島忠）
- こくまろカレー「家族を想えば」篇（2014年、ハウス食品）
- ちゃお（2014・2015年、小学館）

### ラジオ
- あしたの音楽（2019年3月3日、ベイエフエム）

### 雑誌
- ちゃお（小学館）
- アイカツスターズ!公式ファンブック（小学館）
- 小学二年生（小学館）
- 小学一年生（小学館）
- maria（アンジュパブリッシング）
- ニコ☆プチ（新潮社）
- カジカジkids＆mam（交通タイムス社）

### イベント
- ちゃおガールコレクション2011（2011年5月4日、横浜ランドマークホール）[3]
- プチ☆コレ6（2016年5月1日、TFTホール）[16]
- 東京おもちゃショー2016（2016年6月12日、東京国際展示場） - 「12歳。サポーターズ」として[17]
- ちゃおサマーフェスティバル2016（2016年8月20日・21日、パシフィコ横浜） - 「12歳。サポーターズ」として
- JACK-O-LAND （2016年10月29日・30日、横浜アリーナ）

### スチール・広告
- CD「ダンスMIX☆パーリーキッズ」（2012年10月31日、日本コロムビア） - ジャケットモデル
- ABC-MART
- グラグラ
- BOO FOO WOO